# Horatio Thomas Austin
Horatio Thomas Austin, KCB (1801 - Londres, 16 de noviembre de 1865) fue un oficial británico de la Royal Navy y un explorador del Ártico canadiense, conocido por haber dirigido en 1850-51 una de las expediciones del Almirantazgo de búsqueda de la expedición perdida de Franklin. 

## Biografía
Horatio Thomas Austin se incorporó a la Royal Navy el 8 de abril de 1813 como voluntario de segunda clase. En abril de 1814 se unió a los Ramillies, que hubiera participado en los ataques a Washington, Baltimore y Nueva Orleans en la guerra de 1812-14. Los siguientes nueve años, hasta enero de 1824, estuvo destinado en la costa de África, en el canal Inglés y en la estación de América del Sur. Fue ascendido a teniente el 9 de septiembre de 1822. En mayo de 1824 partió con el HMS Fury a las órdenes de William Edward Parry en su tercera expedición a la búsqueda del Paso del Noroeste. Navegaron a través del Lancaster Sound y pasaron el invierno en el estrecho del Príncipe Regente. El HMS Fury naufragó en agosto de 1825 en la costa de la isla Somerset, y Parry se vio obligado a regresar a casa en su otro barco, el HMS Hecla. 
En diciembre de 1827 Austin fue destinado en otra expedición de exploración científica, al mando del capitán Henry Foster en el Chanticleer, con destino al Caribe, el Atlántico Sur y la Antártida. Cuando Foster se ahogó en febrero de 1831, Austin se convirtió en comandante en funciones. Su ascenso a comandante fue confirmado el 26 de mayo de 1831, poco después del regreso del barco a Inglaterra. El 8 de noviembre de 1831 se casó con Ann Eliza Rawlinson (de soltera Hawkins), con la que parece que tuvo hijos, pero no se sabe nada de ellos. 
De noviembre de 1832 a noviembre de 1837 Austin comandó en aguas europeas, y los siguientes dos años realizó una investigación sobre el uso de buques de vapor en la marina. Fue ascendido a capitán del 28 de junio de 1838. De 1840 a 1843 mandó el HMS Cyclops durante la guerra de Siria (fue nombrado compañero de la Orden del Baño, CB, por su conducta) y en aguas frente a las costas irlandesas. Participó en los siguientes trabajos relacionados con vapores hasta que se hizo cargo de los astilleros de Woolwich, en diciembre de 1849.

### La expedición de búsqueda de Franklin (1850-51)
Tras el fracaso del intento de 1849 de James Clark Ross para localizar a la expedición perdida de Franklin (1845), Austin encabezó en 1850 una nueva expedición del Almirantazgo que también tenía por misión encontrar a Sir John Franklin y su tripulación. Partió con dos buques de vela, el HMS Resolute y el HMS Asistance y dos vapores, el HMS Pioneer y el HMS Intrepid. El uso de vapores en el hielo era un experimento y la amplia experiencia de Austin con tales buques fue quizás la principal razón por la que fue nombrado el 28 de febrero de 1850 para dirigir la expedición, además de su experiencia en el ártico. Austin tomó el mando del HMS Resolute, con George F. McDougall, como su segundo capitán; el capitán Erasmus Ommanney comandaba el HMS Asistance, y los tenientes Sherard Osborn y John Bertie Cator el HMS Pioneer y el HMS Intrepid.
La flota zarpó el 3 de mayo de 1850 con órdenes de emprender la búsqueda en el canal de Wellington y en la región del cabo Walker. El HMS Resolute quedó detenido por el hielo en el Lancaster Sound, pero Ommanney con el HMS Asistence y el HMS Intrepid lograron entrar en sus aguas y el 23 de agosto descubrieron los primeros rastros de la expedición de Franklin, en el cabo de Riley, en la isla Beechey. Austin se les unió el 28 de agosto y de nuevo juntos reanudaron su viaje al oeste. Sin embargo, pronto fueron acosados por el hielo y tuvieron que invernar en el estrecho de Barrow. Otros tres buques enviados ese mismo año, el Lady Franklin y el Sophia, comandados por William Penny, y el Félix, por Sir John Ross, también invernaban en las proximidades. Mantuvieron comunicaciones con los buques de Austin, y las tres expediciones compartieron la búsqueda en trineo en la primavera de 1851: Austin se comprometió a buscar al oeste y al sur, y Penny a examinar el canal de Wellington.
Estas expediciones en trineo fueron sin duda el mayor triunfo de viaje de Austin. Fueron muy bien planeadas y confirmaron la viabilidad de tal medio de transporte para explorar el Ártico y cubrir grandes distancias con relativa seguridad. Austin no participó en ellas aunque si participó en la organización. Sus hombres realizaron seis viajes importantes y algunos otros más cortos; hicieron muchos descubrimientos en las costas de las islas de Bathurst, Byam Martin, Melville, y Príncipe de Gales y también reconocieron las islas más pequeñas del estrecho de Barrow, pero no encontraron trazas de Franklin. La partida más destacada fue protagonizada por el irlandés Francis Leopold McClintock (1819-1907), que entre el 15 de abril y el 4 de julio, viajando hacia el oeste hasta isla Melville, realizó un viaje de cerca de 760 millas.
Los trineos, el equipo de acampada, la ropa, las dietas seguían las especificaciones de McClintock de máxima ligereza que se basaban en los modelos empleados por los inuit. Dotó de velas a los trineos para ayudarse en viajes a sotavento, y dio nombres, lemas y banderas a los trineos para fomentar el espíritu de equipo. McClintock fue el responsable de la introducción del trineo en los viajes en el ártico, haciendo posibles travesías sobre el hielo de larga distancia, hasta ese momento desconocidos por los exploradores polares. El sistema de McClintock revolucionó la exploración polar con expediciones exclusivamente por vía marítima, permitiendo ampliar el radio de acción en miles de millas. En los cuatro años siguientes, su sistema permitió que las expediciones descubrieran vastas zonas desconocidas del archipiélago ártico canadiense. (El transporte con trineo se mantuvo en la Royal Navy en el ártico y la Antártida hasta la muerte del capitán Robert Falcon Scott en su intento de alcanzar el Polo Sur).
Los barcos de Austin quedaron libres el 8 de agosto de 1851 y, poco después, las tres expediciones regresaron a Inglaterra. Hubo una gran decepción por el pronto retorno y sin éxito, en septiembre, de las expediciones tanto de Austin como de Penny. El Almirantazgo designó un Comité del Ártico de cinco veteranos de guerra para juzgar la conducta de ambos comandantes. Su investigación reveló una relación pendenciera entre Austin y Penny durante gran parte del viaje, llevando a un absurdo malentendido el 11 de agosto de 1851 durante la discusión de si debían de proseguir la búsqueda más arriba del canal de Wellington; después, regresaron a casa sin más: Austin mantuvo que habían acordado volver a casa; Penny afirmó que había querido buscar más al norte del canal de Wellington con uno de los vapores de Austin, pero que Austin se había negado. El Comité absolvió a ambos y encontró su regreso justificado, pero ninguno deellos escapó con su reputación ilesa. El comité consideró claramente a Penny más culpable de la controversia; sin embargo, muchos se formaron una mala impresión de la dirección de Austin y de su tratamiento a Penny. Uno de los oficiales veteranos, Sherard Osborn, se alió abiertamente con Penny, al igual que Jane Griffin; además, George McDougall, segundo del HMS Resolute, habló de muchos errores de Austin durante el viaje.

### Siguiente carrera
Austin siguió prestando servicios en el Ártico, pero no tomó parte más en la búsqueda. En 1852 fue nombrado superintendente del servicio de transportes en Southampton y en octubre de 1854, superintendente de los astilleros de Deptford, cargo que ocupó hasta que fue promovido a contra-almirante el 28 de noviembre de 1857. Fue superintendente del Arsenal de Malta desde el 6 de abril de 1863 al 26 de noviembre de 1864. Fue ascendido a vicealmirante de 20 de octubre de 1864, y se le nombró caballero comendador de la Orden del Baño ([KCB) el 28 de marzo de 1865, ocho meses antes de su muerte. 
Durante la mayor parte de su vida Austin siguió una carrera impecable como oficial capaz y respetado, pero se había ganado muchos enemigos durante la búsqueda de Franklin. No fue el único oficial que fue atacado durante esos años de frenética búsqueda, ni puede ser enteramente culpa suya chocar con personajes tan tempestuosos como Penny y Osborn. Pero si a muchos oficiales, sin duda, no les gustaba, también tenía sus admiradores. Sir Clements R. Markham (1830–1916), entonces un joven guardiamarina a su servicio en el HMS Asistence en 1850-51 —y futuro presidente de la Royal Geographical Society que impulsará la conquista de ambos Polos—, le concedió todo el crédito por la organización brillante de la que fue una de las expediciones más exitosas del Ártico de la época 

[...] nunca hubo tan buen organizador, en cuanto al trabajo y la economía interna de los barcos. La suya no fue una personalidad que se olvida fácilmente... Tenia, sin duda, fallos, tal vez un poco inclinado a la queja. Pero era bondadoso y lleno de simpatía por aquellos bajo su mando.
[...] there never was so good an organizer, as regards the work and the internal economy of the ships. His was not a personality that would be easily forgotten... He was not without faults, perhaps a little inclined to fuss. But he was kindhearted and full of sympathy for those under his command.
Sir Clements Markham